# The Hindu
 (juin 2025).
Si vous disposez d'ouvrages ou d'articles de référence ou si vous connaissez des sites web de qualité traitant du thème abordé ici, merci de compléter l'article en donnant les références utiles à sa vérifiabilité et en les liant à la section « Notes et références ».
The Hindu est un journal indien de langue anglaise diffusé essentiellement dans le sud de l'Inde, dans le Tamil Nadu (diffusion moyenne de 1,17 million d'exemplaires). 
Créé le 20 septembre 1878 à Chennai, il est fondé sur des principes d'honnêteté et de justice. D'abord hebdomadaire, il est devenu quotidien en 1889.
Tiré à 1 102 783 exemplaires, selon The Registrar of Newspapers for India (The Sunday Times of India arrive second avec un tirage à 1 038 954 exemplaires), The Hindu est le périodique le plus diffusé du pays.
The Hindu est publié dans douze centres - Bangalore, Chennai, Coimbatore, Delhi, Hyderâbâd, Kochi, Madurai, Mangalore, Thiruvananthapuram, Tiruchirapalli, Vijayawada et Visakhapatnam. Selon le Indian Readership Survey 2007, Round 1, The Hindu a un lectorat de 2,2 millions de personnes.
The Hindu est devenu, en 1995, le premier journal indien à présenter une édition en ligne. 

## Réalisations
The Hindu a été le premier titre de la presse indienne à adopter certaines innovations techniques :
- 1940 - Premier à paraître en couleur
- 1963 - Premier à posséder une flotte aérienne pour la distribution
- 1969 - Premier à adopter le système de fac-similé de transmission de page
- 1980 - Premier à utiliser l'informatique pour travailler les photos
- 1986 - Premier à utiliser le satellite pour la transmission de fac-similés
- 1994 - Premier à utiliser l'informatique dans le texte et les images
- 1995 - Premier à paraître sur Internet

## Critiques
L’association Friends of Tibet, qui prône l'indépendance du Tibet, a lancé une campagne Save The Hindu dénonçant les positions pro-chinoises du journal sous l’influence de son rédacteur en chef, réputé être communiste, Narasimhan Ram. Elle reproche à The Hindu d'être  peut-être un des seuls grands journaux du pays à citer textuellement Xinhua, l'agence de presse d'État de la Chine mais aussi d'avoir donné pour consigne à ses directeurs de rédaction régionaux de ne plus relayer d'articles sur le Tibet, le dalaï-lama et le Falun Gong critiquant la politique suivie par le gouvernement chinois. Le groupe indépendantiste est en outre en désaccord avec la description que donne N. Ram du 14e dalaï-lama, comme d'un homme ayant un « programme séparatiste et rétrograde ».